# Артурс Сілґайліс
Артурс Сілґайліс (латис. Artūrs Mihails Silgailis; 13 листопада 1895, Добленський повіт, Курляндська губернія, Російська імперія — 15 серпня 1997, Торонто, Канада) — латвійський і німецький військовий діяч, ветеран війни за незалежність Латвії (1918-1920), військовий історик у Канаді. 
Під час Другої світової війни — начальник штабу генерал-інспектора Латвійського легіону СС Рудольфса Бангерскіса, один із організаторів латвійського добровольчого руху. Також віце-президент і глава військової комісії Латвійського національного комітету (1945).

## Біографія
Виріс у Ризі. 1912 року закінчив середню школу. 
У 1914 добровольцем вступив до армії. У травні-вересні 1915 пройшов прискорений курс у Віленському піхотному юнкерському училищі. Учасник Першої світової війни, офіцер 426-го Паневезького піхотного полку. 1916 переведений у штаб командувача Балтійським флотом у Свеаборг.
Після Жовтневого заколоту більшовиків залишився у Фінляндії, працював в організації, що боролася проти червоної Москви. 
У 1918 році повернувся до Латвії, де вступив в ландесвер, пізніше був зарахований до загону князя Лівена, в складі якого брав участь у боях в Курземе і звільнення Риги від російських большовиків. Також служив в Північно-Західній армії російського генерала Юденича.
Наприкінці 1919 року вступив до Латвійської армії, у званні капітана взяв участь в боях в Латгалії, командував 4-ю ротою 12-го піхотного полку. 
1924 року закінчив по першому розряду 11-місячні курси військової підготовки, в 1928 — курси Військової академії. Служив ад'ютантом оперативного відділу штабу 1-ї Курляндської піхотної дивізії, в 1931 зайняв посаду помічника командувача 2-ї Відземської піхотної дивізії. У 1934—1935 роках командир 2-го батальйону 6-го Ризького піхотного полку, підполковник. У листопаді 1935 — березні 1936 стажувався у Військовій академії. З 4 жовтня 1939 начальник штабу 4-ї Земгальскої дивізії, полковник.

## Під час Другої світової війни
У Німеччині вступив вермахт, також служив в званні зондерфюрера абверу. Брав участь у боях на Ленінградському фронті. 1942  відряджений до Латвії, де працював в місцевій адміністрації. Один із творців латвійських добровольчих частин СС. 
1 березня 1943 в званні штандартенфюрера військ СС призначений начальником штабу 15-ї гренадерської дивізії СС. Оберфюрер СС (1943). У травні 1944 фактично командував 19-ю дивізією СС. 6 липня 1944 переведений на посаду начальника штабу генерал-інспектора Латвійського легіону СС Рудольфа Бангерського. Брав участь в розформування групи Яніса Куреліса.
У лютому-травні 1945 — віце-президент і глава військової комісії Латвійського національного комітету.

## Після війни
Після падіння Третього Рейху, потрапив у полон до англійців, утримувався у таборах військовополонених в Німеччині та Бельгії,  1948 звільнений. Переїхав до Канади. Був головою емігрантської організації «Яструби Даугави» і активним членом Канадської асоціації офіцерів запасу. 
Опублікував цілий корпус цінних статей із військової історії.

## Твори
- Kādēļ Latvija nevarēja pretoties // Daugavas Vanagu Mēnešraksts, 1959, Nr. 2.
- Latviešu leģions. Kopenhagena, Imanta, 1962.
- Pretestības kustība Latvijā fidz 1950. gadam // Daugavas Vanagu Mēnešraksts, 1971, Nr. 3.
- Die Vorgeschichte der Entstehung der lettischen Legion im Zweiten Weltkrieg // Acta Baltica. — 1982. — Vol. 21.
- Latvian Legion. San Jose, James R. Bender Publishing Co., 1986.